# Красная (приток Шижмы)
Красная — река в России, протекает в Верхошижемском районе Кировской области. Устье реки находится в 30 км по правому берегу реки Шижма. Длина реки составляет 18 км.
Исток реки находится в урочище Сарафаны в 7 км к западу от посёлка Верхошижемье. Река течёт на юг по ненаселённой местности. Всё течение реки проходит по холмистым отрогам Вятского Увала. Впадает в Шижму у деревни Кожа (Мякишинское сельское поселение).

## Данные водного реестра
По данным государственного водного реестра России относится к Камскому бассейновому округу, водохозяйственный участок реки — Вятка от города Котельнич до водомерного поста посёлка городского типа Аркуль, речной подбассейн реки — Вятка. Речной бассейн реки — Кама.
Код объекта в государственном водном реестре — 10010300412111100036290.